# 道義
道義（英語：Righteousness）是指在道德上正确或正当的品质或状态。該詞通常可被用作“正确”或“正直”的同义词。作为一个神学概念，“道義”廣汎地出现在印度、中国和亚伯拉罕等宗教和传统中。例如在拜火教、印度教、佛教、伊斯兰教、基督教、儒教、道教、犹太教等多種觀念中，其被认为是一种暗示一个人的行为是正当的性质。該性質同時還具有這樣的内涵，即这个人被判定或認為过着使神所喜悦的生活。

## 外部鏈接
- 维基词典中的词条「道義」
- 维基语录上有关道義的语录